# Estelle (cantora)
Estelle Fanta Swaray (Londres, 18 de Janeiro de 1980), mais conhecida como Estelle, é uma cantora britânica de música pop, R&B e hip hop e produtora musical. Ela foi nomeada ao Grammy para cantora inglesa de R&B/Hip Hop, rapper e produtora. Ela recebeu o MOBO para "Best Newcomer" ("Revelação") e recebeu três prêmios consecutivos de "Best Female Artist" ("Melhor Artista Feminina") no UK Hip-Hop Awards, a premiação de hip hop britânica. Em 2009 ganhou o Grammy com seu hit American Boy por Melhor Colaboração de Rap/Sung. Além de ser cantora, Estelle dubla a personagem Garnet, de Steven Universe, série animada do Cartoon Network.
Em 2004, Estelle lançou seu primeiro álbum The 18th Day que teve pico no top 40 das paradas oficiais do Reino Unido. O álbum lançou três singles "1980", "Free", e "Go Gone". Em 2008, Estelle lançou seu segundo álbum de estúdio Shine que ganhou certificado de ouro no Reino Unido. O primeiro single foi "Wait A Minute". O segundo single "American Boy" chegou ao número um no Reino Unido e também se tornou a primeira música de Estelle a entrar na parada americana na posição nove. Em 2012, Estelle lançou seu terceiro álbum "All of Me", apoiado pelos singles "Break My Heart", "Thank You" e "Back to Love". Em 2015, lançou seu quarto álbum de estúdio "True Romance". O primeiro single "Make Her Say (Beat it up)" foi lançado em 17 de Fevereiro de 2014. Seu segundo single "Conqueror" foi lançado em 22 de Julho de 2014, tendo uma versão com Jussie Smollett gravada para série de televisão Empire, sendo seu maior sucesso noa Estados Unidos desde "American Boy", atingindo a posição 42 da Billboard Hot 100. Em 2018, lançou seu quinto álbum "Lovers Rock", sendo apoiado pelo single "Love Like Ours", com a participação especial de Tarrus Riley, e "Better".

## Biografia

### Infância e início da carreira
Estelle Fanta Swaray nasceu em 18 de Janeiro de 1980 em Hammersmith, Londres, Inglaterra. Nascida de uma mãe senegalês e um pai serra-leonês, Estelle cresceu no oeste de Londres, em uma grande família de oito irmãos e irmãs. Ela foi para a escola chamada Christ School Richmond. Durante o parto, a mãe de Estelle teve uma experiência de quase morte, o que influenciou a escolha de Estelle para seu título primeiro álbum, The 18th Day. Sua mãe era uma grande fã de reggae e Estelle passou a infância ouvindo discos de reggae do seus pais e uma coletânea soul de sua tia. Os pais de Estelle eram muito religiosos, quando ela estava crescendo e a música laica não era permitido na casa da família. Em vez disso, a música espiritual  particularmente evangelho americano e africano  eram o que Estelle cresceu ouvindo . Em seguida, ela descobriu o hip hop. "Eu descobri o hip hop com meu tio, ele estava sempre brincando nos Kool G Rap e Big Daddy Kane, ele era um bad boy e minha mãe não era realmente feliz por eu estava saindo com ele.
Sua carreira teu um salto no início de 2000, quando ela viu Kanye West sentado em um restaurante, em uma viagem para Los Angeles. Estelle se aproximou de Kanye, apresentou-se e pediu para ser apresentada a John Legend. Ela finalmente conseguiu a aprasentação, e Legend, eventualmente, ajudou a produzir duas músicas em seu álbum de estreia.

### 2004-10:The 18th DayeShine
Em 2004, ela invadiu as paradas com "1980" e "Free" e ganhou um prêmio MOBO para Melhor Revelação. Ambos os vídeos foram dirigidos por Andy Hylton. "Free" foi escrita por Estelle e produzido por Jimmy Hogarth. Seu primeiro álbum, The 18th Day alcançou o número 35 no UK Albums Chart  Estelle uniu-se com a banda pop de vida curta 3SL para seu single "Touch Me Tease Me".
Shine é o segundo álbum da cantora e foi lançado em 31 de março de 2008 com o primeiro single, "Wait a Minute (Just a Touch)", lançado em novembro de 2007. Em 2008, Estelle alcançou a fama com a sua colaboração com o rapper Kanye West, com o single "American Boy". Esta canção chegou ao top 10 em muitos países do mundo, incluindo os Estados Unidos e Canadá, bem como atingiu o status de número um no UK Singles Chart. E na Bélgica  e Israel. A canção ganhou diversos prêmios em todo o mundo, inclusive Grammy de Melhor Colaboração Rap. Ele também foi nomeado para Grammy de Canção do Ano no 51 Grammy Awards. "American Boy" foi número 7 na lista das 100 Melhores Músicas de 2008 na revista Rolling Stone. A canção foi nomeada para o Brit Award 2009 para Melhor Single Britânico, e Estelle também foi indicado para Melhor Artista Feminina Britânica. Shine vendeu cópias suficientes para ser certificado ouro pela Indústria Fonográfica Britânica, e foi indicado para o prestigiado Mercury Music Prize 2008.  Shine foi certificado de ouro no Reino Unido, denotando 100.000 cópias vendidas. O álbum vendeu 233 mil cópias nos Estados Unidos a partir de janeiro 2012 .
Estelle também lançou um novo single com o rapper americano Busta Rhymes chamado "World Go Round", de seu álbum Back on My B.S., que foi lançado em 19 de maio de 2009 .
Em fevereiro de 2009, a canção "Star" foi lançada, ele também é usado para os comerciais Crystal Light. Em 2009, Estelle começou a trabalhar em seu terceiro álbum de estúdio, All of Me. Em 21 de agosto, foi confirmado que Estelle estava trabalhando com David Guetta no próximo álbum. Estelle recentemente fez uma aparição no vídeo de nova estrela Mr Hudson por seu single "Supernova".
Estelle fez uma aparição em 11 de Agosto de2009 no episódio do programa Show The Tonight with Conan O'Brien. Ela cantou a música "Good Girls Go Bad", com Cobra Starship na ausência de Leighton Meester.

### 2011-presente:All of Me
Estelle confirmou seu terceiro álbum seria intitulado All of Me O álbum foi originalmente liderado pelo single "Freak", com Kardinal Offishall e produzido por David Guetta. O vídeo estreou em seu site em 26 de fevereiro de 2010   O segundo  single original do álbum foi anunciado como sendo "Fall in Love", que contou com versões com Nas e John Legend. Devido ao fraco desempenho de ambos "Freak" e "Fall in Love", ambas as canções foram finalmente deixado de fora da lista final para a faixa  All of Me . No entanto, "Freak" foi destaque tanto no albúmde trilha sonora de Se ela dança eu danço 3 e da reedição do albúm One Love de David Guetta , intitulado One More Love.
Em 2011, foi anunciado que "Break My Heart", com Rick Ross seria lançado como o primeiro single do albúm All of Me. Ele foi lançado para download em 26 de Abril de 2011 e lançado para estações de rádio americanas urbanas em 17 de maio de 2011. A canção atingiu o pico de 33 nos EUA, na semana de 2 de Julho de 2011. Na semana seguinte, a canção subiu para 37. Como segundo single foram lançados dois, um nos EUA e outro no Reino Unido. Nos EUA, o segundo single foi anunciado como sendo "Thank You", enquanto "Back to Love" foi lançado no Reino Unido. Estelle posteriormente confirmada no Twitter que All of Me seria lançado em 28 de Fevereiro de 2012 nos EUA. No Reino Unido , All of Me sfoi lançado em 12 de março de 2012..

## Discografia
Álbuns de estúdio
- The 18th Day (2004)
- Shine (2008)
- All of Me (2012)
- True Romance (2015)
- Lovers Rock (2018)

## Prêmios
| Ano  | Cerimonia                  | Prêmio                            | Trabalho Nomeado | Resultado |
| ---- | -------------------------- | --------------------------------- | ---------------- | --------- |
| 2008 | BET Awards                 | Artista Revelação                 | Ela própria      | Indicado  |
| 2008 | BET J Virtual Awards       | Artista Feminina do Ano           | Ela própria      | Indicado  |
| 2008 | BET J Virtual Awards       | Artista Revelação                 | Ela própria      | Venceu    |
| 2008 | BET J Virtual Awards       | Canção do Ano                     | "American Boy"   | Indicado  |
| 2008 | MOBO Awards                | Melhor Artista Feminina Britânica | Ela própria      | Venceu    |
| 2008 | MOBO Awards                | Melhor Canção                     | "American Boy"   | Venceu    |
| 2008 | MOBO Awards                | Melhor Vídeo                      | "American Boy"   | Indicado  |
| 2008 | MOBO Awards                | Melhor Albúm                      | Shine            | Indicado  |
| 2008 | MOBO Awards                | Melhor Artista R&B                | Ela própria      | Indicado  |
| 2008 | MTV Video Music Awards     | Melhor Vídeo Britânico            | "American Boy"   | Indicado  |
| 2008 | UMA Awards                 | Melhor Albúm                      | Shine            | Indicado  |
| 2008 | UMA Awards                 | Melhor Colaboração                | Ela própria      | Venceu    |
| 2008 | UMA Awards                 | Melhor Artista R&B                | Ela própria      | Indicado  |
| 2008 | World Music Awards         | Melhor Artista Revelação Mundial  | Ela própria      | Indicado  |
| 2008 | World Music Awards         | Melhor Artista Revelação R&B      | Ela própria      | Venceu    |
| 2008 | Vodafone Live Music Awards | Melhor Artista Feminina           | Ela própria      | Indicado  |
| 2008 | Silver Clef Award          | Download do Ano                   | "American Boy"   | Venceu    |
| 2009 | BRIT Awards                | Artista Feminina Solo Britânica   | Ela própria      | Indicado  |
| 2009 | BRIT Awards                | Single Britânico                  | "American Boy"   | Indicado  |
| 2009 | Grammy Awards              | Canção do Ano                     | "American Boy"   | Indicado  |
| 2009 | Grammy Awards              | Melhor Colaboração Rap/Sung       | "American Boy"   | Venceu    |
| 2013 | Grammy Awards              | Melhor Performance R&B            | "Thank You"      | Indicado  |